# Sumire Morohoshi
Sumire Morohoshi (諸星 すみれ Morohoshi Sumire?,  Ōi, Prefectura de Kanagawa, Japón, 23 de abril de 1999) es una seiyū, actriz y cantante japonesa, afiliada a Himawari Theatre Group. Algunos de sus roles más destacados incluyen el de Arisa Takanomiya en Onii-chan dakedo Ai sae Areba Kankeinai yo ne!, Hinami Fueguchi en Tokyo Ghoul, Tsubasa Kisaragi en Aikatsu Stars! y Kyōka Izumi en Bungō Stray Dogs. Morohoshi debutó como cantante en 2019 bajo el sello discográfico FlyingDog.

## Filmografía

### Anime
| Año  | Título                                                 | Papel                              | Notas  |
| ---- | ------------------------------------------------------ | ---------------------------------- | ------ |
| 2006 | Red Garden                                             | Carrie Sheedy                      |        |
| 2009 | Shikabane Hime                                         | Toya                               |        |
| 2009 | Fullmetal Alchemist: Brotherhood                       | Nina Tucker                        |        |
| 2010 | Maid Sama!                                             | Misaki Ayuzawa (joven)             |        |
| 2010 | Kuragehime                                             | Clara                              |        |
| 2010 | Heroman                                                | Betty                              |        |
| 2010 | Rainbow: Nisha Rokubō no Shichinin                     | Hana                               |        |
| 2011 | Blue Exorcist                                          | Yui Sakamoto                       |        |
| 2011 | No. 6                                                  | Lili                               |        |
| 2011 | Stitch!                                                | Lilo Pelekai (joven), hija de Lilo |        |
| 2012 | Aikatsu!                                               | Ichigo Hoshimiya                   |        |
| 2012 | Oda Nobuna no Yabō                                     | Himiko                             |        |
| 2012 | Beyblade: Shogun Steel                                 | Maru                               |        |
| 2012 | Onii-chan dakedo Ai sae Areba Kankeinai yo ne!         | Arisa Takanomiya                   |        |
| 2012 | Yu-Gi-Oh! Zexal                                        | Pip/Dog                            |        |
| 2013 | Gaist Crusher                                          | Theresa                            |        |
| 2013 | GJ-bu                                                  | Seira Amatsuka                     |        |
| 2013 | My Teen Romantic Comedy SNAFU                          | Rumi Tsurumi                       |        |
| 2014 | Tokyo Ghoul                                            | Hinami Fueguchi                    | [ 3 ]  |
| 2014 | Inō Battle wa Nichijō-kei no Naka de                   | Maiya Takanashi                    |        |
| 2015 | Jewelpet: Magical Change                               | Sumire                             |        |
| 2015 | Fafner in the Azure: -EXODUS-                          | Miwa Hino                          |        |
| 2015 | Haikyū!! 2                                             | Hitoka Yachi                       |        |
| 2015 | Tokyo Ghoul √A                                         | Hinami Fueguchi                    |        |
| 2015 | My Teen Romantic Comedy SNAFU TOO                      | Rumi Tsurumi                       |        |
| 2015 | PriPara                                                | Usacha                             |        |
| 2016 | Bungō Stray Dogs                                       | Kyōka Izumi                        | [ 4 ]  |
| 2016 | Haikyū!! Karasuno High School vs Shiratorizawa Academy | Hitoka Yachi                       |        |
| 2016 | Fairy Tail Zero                                        | Miko                               |        |
| 2016 | Aikatsu Stars!                                         | Tsubasa Kisaragi                   |        |
| 2016 | Fate/kaleid liner Prisma Illya 3rei!                   | Erica Ainsworth                    | [ 5 ]  |
| 2017 | Hand Shakers                                           | Koyori Akutagawa                   | [ 6 ]  |
| 2017 | Shingeki no Bahamut                                    | Nina Drango                        | [ 7 ]  |
| 2017 | Little Witch Academia                                  | Annabel Crème                      | [ 8 ]  |
| 2017 | Gabriel DropOut                                        | Haniel                             |        |
| 2017 | Ballroom e Yōkoso                                      | Mako Akagi                         | [ 9 ]  |
| 2017 | Isekai Shokudō                                         | Shia Gold                          |        |
| 2017 | Inuyashiki                                             | Shion Watanabe                     | [ 10 ] |
| 2018 | Aikatsu Friends!                                       | Coco                               |        |
| 2018 | Pop Team Epic                                          | Popuko                             | Ep. 8a |
| 2018 | Mahō Tsukai no Yome                                    | Stella Barklem                     |        |
| 2018 | Pocket Monsters: Sun & Moon                            | Acerola                            |        |
| 2018 | Mr. Osomatsu                                           | Okiku                              | Ep. 43 |
| 2019 | Meiji Tokyo Renka                                      | Mei Ayazuki                        | [ 11 ] |
| 2019 | Yakusoku no Neverland                                  | Emma                               |        |
| 2019 | Bungo Stray Dogs 3                                     | Kyōka Izumi                        |        |
| 2019 | Ultraman                                               | Rena Sayama                        |        |
| 2020 | BNA: Brand New Animal                                  | Michiru Kagemori                   |        |
| 2020 | Magia Record                                           | Nemu Hiiragi                       |        |
| 2021 | Yakusoku no Neverland                                  | Emma                               |        |
| 2021 | Magia Record Season 2                                  | Nemu Hiiragi                       |        |
| 2026 | Replica Datte, Koi o Suru                              | Sunao Aikawa / Nao                 | [ 12 ] |

### OVAs
| Año                          | Título               | Papel | Notas | 2012 |
| Code Geass: Akito the Exiled | Leila Malcal (joven) |       |       |      |

### Videojuegos
2019
- Magia Record, Nemu Hiiragi

### Películas animadas
| Año  | Título                                              | Papel                      | Notas            | Referencias |
| ---- | --------------------------------------------------- | -------------------------- | ---------------- | ----------- |
| 2009 | Final Fantasy VII: Advent Children                  | Marlene Wallace            | Complete Edition |             |
| 2009 | Layton-kyōju to Eien no Utahime                     | Nina                       |                  |             |
| 2009 | Summer Wars                                         | Mao Jinnouchi              |                  |             |
| 2010 | Fafner: Dead Agressor: Heaven and Earth             | Miwa Hino                  |                  |             |
| 2010 | Hutch the Honeybee                                  | Blanca                     |                  |             |
| 2011 | To Aru Hikūshi e no Tsuioku                         | Fana del Moral (joven)     |                  |             |
| 2011 | Friends: Naki of Monster Island                     | Kiku                       |                  |             |
| 2013 | Majocco Shimai no Yoyo to Nene                      | Yoyo                       |                  |             |
| 2013 | Pokémon the Movie: Genesect and the Legend Awakened | Water Genesect             |                  |             |
| 2014 | Aikatsu! The Movie                                  | Ichigo Hoshimiya           |                  |             |
| 2014 | Saint Seiya: Legend of Sanctuary                    | Saori Kido (joven)         |                  |             |
| 2015 | The Boy and the Beast                               | Chiko                      |                  | [ 13 ]      |
| 2015 | Gekijōban Meiji Tokyo Renka: Yumihari no Serenade   | Mei Ayazuki                |                  | [ 14 ]      |
| 2015 | Psycho-Pass: The Movie                              | Yeo                        |                  |             |
| 2016 | Aikatsu Stars! The Movie                            | Tsubasa Kisaragi           |                  |             |
| 2016 | Kaze no Matasaburō                                  | Kasuke                     |                  |             |
| 2018 | Bungo Stray Dogs: Dead Apple                        | Kyōka Izumi                |                  |             |
| 2021 | Sailor Moon Eternal                                 | Palla Palla / Sailor Palas |                  |             |
| 2021 | Palabras que burbujean como un refresco             | Mari                       |                  |             |